# Lijst van rijksmonumenten in Maashorst
De gemeente Maashorst telt 47 inschrijvingen in het rijksmonumentenregister. Hieronder een overzicht.

## Oventje
De plaats Oventje telt 1 inschrijving in het rijksmonumentenregister.
| Object      | Oorspronkelijke functie?  | Bouwjaar | Architect | Locatie          | Coördinaten?                  | Nr.?  | Afbeelding        |
| ----------- | ------------------------- | -------- | --------- | ---------------- | ----------------------------- | ----- | ----------------- |
| Sint Victor | Industrie- en poldermolen | 1938     |           | Verbindingsweg 3 | 51° 40' 50" NB, 5° 40' 51" OL | 40323 | Meer afbeeldingen |

## Reek
De plaats Reek telt 11 inschrijvingen in het rijksmonumentenregister. Zie Lijst van rijksmonumenten in Reek voor een overzicht.

## Schaijk
De plaats Schaijk telt 4 inschrijvingen in het rijksmonumentenregister.
| Object                                                                         | Oorspronkelijke functie? | Bouwjaar | Architect   | Locatie                    | Coördinaten?                  | Nr.?   | Afbeelding        |
| ------------------------------------------------------------------------------ | ------------------------ | -------- | ----------- | -------------------------- | ----------------------------- | ------ | ----------------- |
| Pastorie van de naastgelegen R.K. kerk van St. Antonius Abt                    | Kerkelijke dienstwoning  | 1865     |             | Pastoor van Winkelstraat 1 | 51° 44' 48" NB, 5° 37' 54" OL | 519149 | Meer afbeeldingen |
| RK St. Antonius Abt-kerk vanwege het tweeklaviers orgel met aangehangen pedaal | Vanwege onderdelen kerk  | 1754     |             | Pastoor van Winkelstraat 3 | 51° 44' 48" NB, 5° 37' 56" OL | 526211 | Meer afbeeldingen |
| Molen Nooit Gedacht                                                            | Korenmolen               | 1858     |             | Kleingaalseweg 11-13       | 51° 44' 31" NB, 5° 39' 22" OL | 527521 | Meer afbeeldingen |
| Jan de Jong huis                                                               | Woning met kantoor       | 1967     | Jan de Jong | Rijksweg 56                | 51° 44' 31" NB, 5° 39' 22" OL | 532513 | Meer afbeeldingen |

## Uden
De plaats Uden telt 20 inschrijvingen in het rijksmonumentenregister. Zie Lijst van rijksmonumenten in Uden voor een overzicht.

## Volkel
De plaats Volkel telt 3 inschrijvingen in het rijksmonumentenregister.
| Object           | Oorspronkelijke functie?  | Bouwjaar | Architect           | Locatie              | Coördinaten?                  | Nr.?   | Afbeelding        |
| ---------------- | ------------------------- | -------- | ------------------- | -------------------- | ----------------------------- | ------ | ----------------- |
| De Neije Kreiter | Industrie- en poldermolen | 1988     |                     | Brabantstraat 20     | 51° 38' 1" NB, 5° 39' 41" OL  | 35831  | Meer afbeeldingen |
| R.K. Kerk        | Kerk en kerkonderdeel     | 1938     | J.J.M. van Halteren | Kloosterstraat 2     | 51° 38' 37" NB, 5° 39' 24" OL | 512968 | Meer afbeeldingen |
| Heilig Hartbeeld | Gedenkteken               | 1926     |                     | Kloosterstraat bij 2 | 51° 38' 37" NB, 5° 39' 24" OL | 512969 | Heilig Hartbeeld  |

## Zeeland
De plaats Zeeland telt 8 inschrijvingen in het rijksmonumentenregister. Zie Lijst van rijksmonumenten in Zeeland (plaats) voor een overzicht.
's-Hertogenbosch ·
Alphen-Chaam ·
Altena ·
Asten ·
Baarle-Nassau ·
Bergeijk ·
Bergen op Zoom ·
Bernheze ·
Best ·
Bladel ·
Boekel ·
Boxtel ·
Breda ·
Cranendonck ·
Deurne ·
Dongen ·
Drimmelen ·
Eersel ·
Eindhoven ·
Etten-Leur ·
Geertruidenberg ·
Geldrop-Mierlo ·
Gemert-Bakel ·
Gilze en Rijen ·
Goirle ·
Halderberge ·
Heeze-Leende ·
Helmond ·
Heusden ·
Hilvarenbeek ·
Laarbeek ·
Land van Cuijk ·
Loon op Zand ·
Maashorst ·
Meierijstad ·
Moerdijk ·
Nuenen, Gerwen en Nederwetten ·
Oirschot ·
Oisterwijk ·
Oosterhout ·
Oss ·
Reusel-De Mierden ·
Roosendaal ·
Rucphen ·
Sint-Michielsgestel ·
Someren ·
Son en Breugel ·
Steenbergen ·
Tilburg ·
Valkenswaard ·
Veldhoven ·
Vught ·
Waalre ·
Waalwijk ·
Woensdrecht ·
Zundert